# Beate Pott
Beate Pott, född 5 oktober 2007,  är en svensk friidrottare som tävlar i stavhopp för klubben Turebergs FK.

## Karriär
Pott har tagit flera SM-guld i stavhopp på junior och ungdoms-nivå. Vid SM i friidrott 2024 tog hon silver i stavhopp. I tävlingen höjde hon sitt personliga rekord från 3,93 meter till 4,14 meter. I juli 2024 vid U18-EM höjde hon sitt personrekord till 4,15 meter vilket räckte till en bronsmedalj.